# Fiães (Melgaço)
Fiãés és una freguesia portuguesa del concelho de Melgaço, amb 11,85 km² de superfície i 300 habitants (2001). La seva densitat de població és de 25,3 hab/km².